# ای‌تی‌آی
فناوری‌های اِی‌تی‌آی (به انگلیسی: ATI Technologies) یک شرکت صنایع الکترونیکی کانادایی و پیشگام در فناوری کارت‌های گرافیک، پردازنده‌های گرافیکی و انواع چیپست برای پردازنده‌های اینتل و ای‌ام‌دی در سرتاسر جهان بود.
از پردازنده‌های این شرکت علاوه بر رایانه‌های قابل حمل قدرتمند و کارت‌های گرافیک در برخی از مدل‌های کنسول بازی ایکس‌باکس ۳۶۰ و نیز ایستگاه‌های کاری پردازش گرافیکی استفاده می‌شد. همچنین از سال ۲۰۰۱ پردازش گرافیکی کنسول بازی نینتندو توسط پردازنده‌های گرافیکی سری رادئون انجام می‌شد.

## تاریخچه شرکت تا به امروز
این شرکت در سال ۱۹۸۵ تأسیس شده و همواره قطب تولید پردازنده‌های گرافیکی و پدیدآورندهٔ تکنولوژی‌های بسیاری مانند استفاده از دو پردازندهٔ گرافیکی بر روی یک برد (Dual GPU) می‌باشد. این شرکت علاوه بر تولید پردازنده‌های گرافیکی که بیشتر برای پردازش تصویر خروجی و انجام بازی‌ها کاربرد دارند به تولید قدرتنمد پردازنده‌های مبتنی بر پردازش موازی هم ادامه می‌دهد.
از سال ۱۹۹۳ و روی کار آمدن شرکت انویدیا، همواره این دو رقیب اصلی تولید پردازنده‌های گرافیکی برای یکدیگر بوده‌اند و پس از رقابت بر سر تملک شرکت‌های کوچک تر امروزه با تکنولوژی‌های قدرتمندتر و پیشرفته‌تر از دیگری با هم به رقابت می‌پردازند.
پس از قدرتمندتر شدن روزبه‌روز ان‌ویدیا و همزمان با ارائهٔ کارت‌های پر از ایراد سری Radeon ۲xxx این شرکت در آستانه‌ی ورشکستگی قرار گرفت، ولی با فروش سهام خود به شرکت ای‌ام‌دی و اتحاد این دو شرکت در سال ۲۰۰۶ ،ای‌تی‌آی حامی مالی قدرتمندی پیدا کرد.
از بدو خرید ای‌تی‌آی توسط ای‌ام‌دی، شرکت ای‌تی‌آی شروع به گسترش واحد تحقیق خود کرده و کارت‌های پیشرفتهٔ سری ۳xxx را به بازار عرضه کرد.اما این سری هنوز برای جبران ضررهای گذشته کافی نبود و به دنبال این سری AMD/ATI در سال ۲۰۰۸ سری موفق و شاهکار ATi Radeon ۴xxx را که از نظر طراحی برگ برنده و پله‌ای برای این شرکت محسوب می‌شد را عرضه کرد. این سری از پردازنده‌ها از حافظه‌های GDDR۵ و فناوری ساخت ۵۵ نانومتری استفاده می‌کرد که به دنبال آن مصرف برق و گرمای ایجاد شده به دلیل استفاده از ترانزیستورهای کوچکتر محقق می‌شد. در این سری از کارت‌ها تا مدت‌ها عنوان قدرتمندترین پردازنده‌ی گرافیکی تک هسته‌ای به RV۷۷۰ یعنی Radeon HD ۴۸۷۰ و قدرتمندترین کارت گرافیک جهان به HD ۴۷۸۰x۲ تعلق گرفته بود.
به دنبال سری ۴xxx در سال ۲۰۰۹ شرکت ای‌تی‌آی سری تکامل یافته و پیشرفته‌تر Radeon ۵xxx را به بازار عرضه کرد که از بدو ورود موفقیت‌های بسیاری رابرای این شرکت، به ارمغان آورد.
بزرگترین رقیب ATI شرکت آمریکایی NVIDIA می باشد.

## محصولات
این شرکت همواره تولید ۳ سری از کارت‌های گرافیکی از قبیل:
- رادئون (Radeon): برای پردازش‌های گرافیکی و روزمره
- FirePro: برای پردازش‌های فیزیکی و پیشرفته
- FireGL: برای پردازش‌های موازی و طراحی ۳ بعدی

را مد نظر قرار داده و همواره بزرگترین تولیدکنندهٔ پردازنده‌های گرافیکی آنبرد بوده و در زمینه ی تولید پردازنده‌های گرافیکی رایانه‌های قابل حمل نیز رقیبی برای انویدیا و اینتل به حساب می‌آید. علاوه بر این شرکت ای‌تی‌آی در زمینهٔ ساخت نرم‌افزارهای جانبی و وابسته به پردازنده‌های گرافیکی نیز فعال بوده و قسمت اعظمی از نرم‌افزارهای خود را به طور رایگان عرضه می‌کند.

## مرگ تقریبی ATI
در سال ۲۰۱۰ و همزمان با ورود کارت‌های گرافیک رادئون سری ۶xxx، مالک کنونی ای‌تی‌آی، یعنی شرکت ای‌ام‌دی اعلام کرد که دیگر از نام تجاری ای‌تی‌آی در محصولات خود استفاده نخواهد کرد و تمامی محصولات گرافیکی AMD/ATI با نام AMD Radeon وارد بازار خواهند شد. ای‌ام‌دی دلیل این امر را جلوگیری از سردرگمی خریداران، در زمان انتخاب محصولات ای‌ام‌دی بیان کرد. پیش از این نیز ای‌ام‌دی نام ای‌تی‌آی را از کارت‌های گرافیکی سری FirePro حذف کرده بود؛ با اعمال این تغییرات نام ای‌تی‌آی بعد از ۲۵ سال فعالیت در سطح اول جهان در زمینهٔ پردازش گرافیکی برای همیشه به خاطرات دنیای تکنولوژی پیوست.